# CCDC32
CCDC32 (англ. Coiled-coil domain containing 32) – білок, який кодується однойменним геном, розташованим у людей на 15-й хромосомі. Довжина поліпептидного ланцюга білка становить 185 амінокислот, а молекулярна маса — 20 656.
| 10         |  | 20         |  | 30         |  | 40         |  | 50         |
| ---------- |  | ---------- |  | ---------- |  | ---------- |  | ---------- |
| MKMFESADST |  | ATRSGQDLWA |  | EICSCLPNPE |  | QEDGANNAFS |  | DSFVDSCPEG |
| EGQREVADFA |  | VQPAVKPWAP |  | LQDSEVYLAS |  | LEKKLRRIKG |  | LNQEVTSKDM |
| LRTLAQAKKE |  | CWDRFLQEKL |  | ASEFFVDGLD |  | SDESTLEHFK |  | RWLQPDKVAV |
| STEEVQYLIP |  | PESQVEKPVA |  | EDEPAAGDKP |  | AAAEQ      |  |            |

A: Аланін

C: Цистеїн

D: Аспарагінова кислота

E: Глутамінова кислота

F: Фенілаланін

G: Гліцин

H: Гістидин

I: Ізолейцин

K: Лізин

L: Лейцин

M: Метіонін

N: Аспарагін

P: Пролін

Q: Глутамін

R: Аргінін

S: Серин

T: Треонін

V: Валін

W: Триптофан

Задіяний у такому біологічному процесі, як альтернативний сплайсинг. 